# Черёмушки (Тюменская область)
Черёмушки — деревня в Ялуторовского района Тюменской области России. Входит в состав Беркутского сельского поселения.

## История
В 1961 году Указом Президиума Верховного Совета РСФСР посёлок Новостройка переименован в Черемушки.

## Население
| 2010 | 2014 |
| ---- | ---- |
| 167  | ↗191 |